# Murray (ausztrál folyó)
A Murray folyó Ausztrália délkeleti részén. Hossza 2508 km, ezzel az ország leghosszabb folyója, mellékfolyói közül öt (Murrumbidgee, Darling, Lachlan, Warrego és Paroo) az ország további leghosszabb folyója közé tartozik, ezek együttes vízgyűjtő területe alkotja a Murray-Darling-medencét.
A Murray az Ausztrál Alpokban ered, vizét az Ausztrália legmagasabb hegységének nyugati oldalán hulló csapadék táplálja. Innen északnyugati irányban kanyarog az ország belsejében elterülő síkságokon át, határt képezve Új-Dél-Wales és Victoria állam között, majd átfolyik Dél-Ausztrálián. Folyásának utolsó 315 km-én, Morgan kisvárosnál délnek veszi az irányt és eléri az Alexandrina-tó keleti szélét. Innen több csatornán át folyik a Hindmarsh- és a Mundoo-sziget körül, délkelet felől egy lagúna köti össze a  Coorong Nemzeti Park vizével, majd a tengerbe ömlik. Noha időnként nagy mennyiségű vizet hord a tengerbe, torkolatvidéke mindig is kis méretű és sekély maradt.
2010-ben a folyó vízhozama természetes vízhozamának 58%-a volt.

## Földrajza
A Murray a 3750 km hosszúságú Murray–Darling folyórendszer része; a folyók Victoria, Új-Dél-Wales és Queensland állam belső területeinek csapadékát szállítják a tengerbe. A teljes vízgyűjtő terület Ausztrália szárazföldi területének egyheted részét alkotja. A világ hasonló méretű folyóival összehasonlítva a Murray lényegesen kevesebb vizet szállít, vízhozama nagymértékű éves ingadozást mutat. Korábbi, természetes állapotában aszályok idején néha teljesen ki is száradt, bár ez rendkívül ritkán fordult elő, amióta feljegyzések vannak két vagy három ilyen esetről van említés.
A Murray képezi az Új-Dél-Wales és a Victoria állam közötti határ túlnyomó részét. A határ a folyó Victoria állambeli parti töltésének tetején fut, vagyis a folyó ténylegesen nem halad át az államon. A határ pontos helyét az ausztrál legfelsőbb bíróság 1980-as döntése jelölte ki, a bíróság így döntött egy férfi erőszakos halálának ügyében, aki a folyó Victoria állam felé eső partján horgászott. A határ ilyen módon történt megállapítása nem teljesen egyértelmű, mivel a folyó medre időről-időre megváltozik, emiatt a parti töltések elhelyezkedését is módosították.
A keleti 141° hosszúsági körtől nyugatra, 11 km hosszon a folyó Victoria állam és Dél-Ausztrália határfolyóját alkotja, ez az egyetlen olyan szakasz, ahol az államhatár a folyó közepén húzódik. Ez az állapot az 1840-es években végzett téves felmérés eredménye. Ettől a ponttól fogva a Murray teljes egészében Dél-Ausztrália területén halad át.

### A folyó menti főbb települések
Az alábbi fontosabb települések a Murray mentén helyezkednek el; a lakosságadatok a 2011-es népszámlálás adatait tükrözik:
| Város              | Lakosság |
| ------------------ | -------- |
| Albury/Wodonga     | 82 083   |
| Mulwala/Yarrawonga | 9 000    |
| Moama/Echuca       | 16 000   |
| Swan Hill          | 9 700    |
| Mildura            | 31 361   |
| Renmark            | 8 000    |
| Murray Bridge      | 20 500   |

## Élővilága
A Murray (mellékfolyóival együtt) a folyó szeszélyeihez alkalmazkodott változatos élővilág számára nyújt élőhelyet. Az őshonos halak közé tartozik az ikonikus és veszélyeztetett Murray-tőkehal (Maccullochella peelii), a Maccullochella macquariensis édesvízi ragadozóhal, a Macquaria ambigua, a Macquaria australasica, a Bidyanus bidyanus, a Tandanus tandanus, a Retropinna semoni, a Hypseleotris klunzingeri; további édesvízi állatfajok a szélesszegélyű huszárteknős (Emydura macquarii), az Euastacus armatus rákfaj, a Macrobrachium és a Paratya nembe tartozó garnélafélék, a Cherax destructor rákfaj. Az emlősök közül érdemes megemlíteni a vízipatkányokat és a kacsacsőrű emlőst (Ornithorhynchus anatinus). A folyót sok helyen Eucalyptus camaldulensis erdők szegélyezik.
Az európaiak betelepedése óta, elsősorban a folyószabályzás következtében, a folyó állapota jelentős romláson ment keresztül, élővilága hanyatlásnak indult, egyes fajok ritkák, vagy veszélyeztetettek lettek. A 2000-es évek szélsőséges aszályai súlyos megpróbáltatásnak tették ki az eukaliptuszerdőket, melyek fennmaradása miatt egyre nagyobb az aggodalom. A Murray többször kiáradt, ezek közül e legemlékezetesebb az 1956-os áradás, mely a folyó alsó folyása mentén számos várost elöntött, és mintegy hat hónapig tartott.
A betelepített halfajok, a ponty, a Gambusia, a Misgurnus, a csapósügér (Perca fluviatilis), a sebes pisztráng (Salmo trutta), a szivárványos pisztráng (Oncorhynchus mykiss) szintén negatív hatásal vannak az őshonos fajokra, a ponty ráadásul a folyó környezeti romlására is hatással van, mivel elpusztítja a vízi növényeket és tartósan megemeli a víz zavarosságát. A folyó egyes szakaszain a ponty az egyetlen fennmaradó faj.

## Kialakulásának története

### A Bungunnia-tó
2,5–0,5 millió évvel ezelőtt a Murray egy hatalmas édesvízű tóba, a Bungunnia-tóba ömlött. A tavat tektonikus mozgások hozták létre, melyek hatására a jelenlegi Swan Reach város környékén a folyó nem tudott tovább haladni a tenger felé. Maximális kiterjedésekor a Bungunnia-tó területe elérte a 33 000 km²-t, északon egészen a Menindee-tavakig, délen a mai Boundary Bend városig nyúlva. A Bungunnia-tó lecsapolódása körülbelül 600 000 évvel ezelőtt ment végbe.
A tó által hátra hagyott vastag agyaglerakódások jól megfigyelhetők a Chowilla környéki parti sziklafalakon. A tó szintjének fenntartásához a mainál sokkal nagyobb mennyiségű csapadékra volt szükség; a tó kiürülése a csapadékos időszak végét, egyben a maihoz hasonló száraz időszakok beköszöntét fémjelezte a Murray-Darling-medence történetében. Egykor a Neoceratodus nembe tartozó tüdőshal is élt a Bungunnia-tóban (McKay & Eastburn, 1990); a tüdőshalak ma már csak Queensland egyes folyóiban találhatók meg.

### A Cadell-törésvonal és a Barmah eukaliptuszerdők kialakulása
A nevezetes Barmah-eukaliptuszerdők a Cadell-törésvonalnak köszönhetik létezésüket. Körülbelül 25 000 évvel ezelőtt egy tektonikus elmozdulás történt a Cadell-törésvonal mentén, 8-12 méterrel az ártéri síkság fölé emelve annak észak-déli irányban futó keleti oldalát. Ez az elmozdulás események egész láncolatát indította el. A Murray eredeti medrének egy része a törésvonal mögé került, a kiszáradt csatorna ma is létezik, neve Green Gully. A megemelt törésvonal déli vége gátat képezett a Goulburn-folyónak, így ott egy tó alakult ki.
A Murray a Cadell-törésvonalat megkerülve észak felé fordult, létrehozva az Edward-folyó medrét, ez a meder ma is létezik, a Murray vizének nagy része jelenleg is ezen keresztül folyik át. Ezt követően  a Goulburn-folyó természetes módon kialakult gátja átszakadt, a tó vize elfolyt, a Murray medre megváltozott, dél felé fordult, és a Goulburn-folyó kisebb medrében próbált haladni, létrehozva a The Barmah Choke  és a The Narrows nevű szűkületeket, majd visszatért a Murray eredeti medrébe.
Ennek az eseménysornak a következménye az lett, hogy az addig nyugatnak tartó Murray északi és déli irányban is igyekezett megkerülni a Cadell-törésvonalat, két új medret (Edwards és az ősi Goulburn) és kisebb folyók hálózatát hozva létre, rendszeresen elárasztva a környék alacsonyan fekvő területeit. Az így kialakult állapotok ideálisak voltak az Eucalyptus camaldulensis számára, ami így hamarosan erdőkké sűrűsödött. Így elmondható, hogy a Caldwell-törésvonal 25 000 évvel ezelőtti tektonikus mozgása közvetlenül hozzájárult a Barmah-eukaliptuszerdők létrejöttéhez.
A The Barmah Choke és a The Narrows folyószűkületek miatt a Murray itteni szakaszán átfolyó vízmennyiség korlátozott. Áradások esetén a víz nagyobb része, amellett, hogy elárasztja az eukaliptuszerdőket, az Edwards-medren folyik keresztül.  A Murray sodrása soha nem volt elegendő ahhoz, hogy a két folyószűkületet természetes módon kitágítsa ahhoz, hogy nagyobb vízmennyiség folyhasson át rajtuk.
A Cadell-törésvonal jól látható, hosszan elnyúló mesterséges gátnak tűnik azok számára, akik nem ismerik kialakulásának történetét.

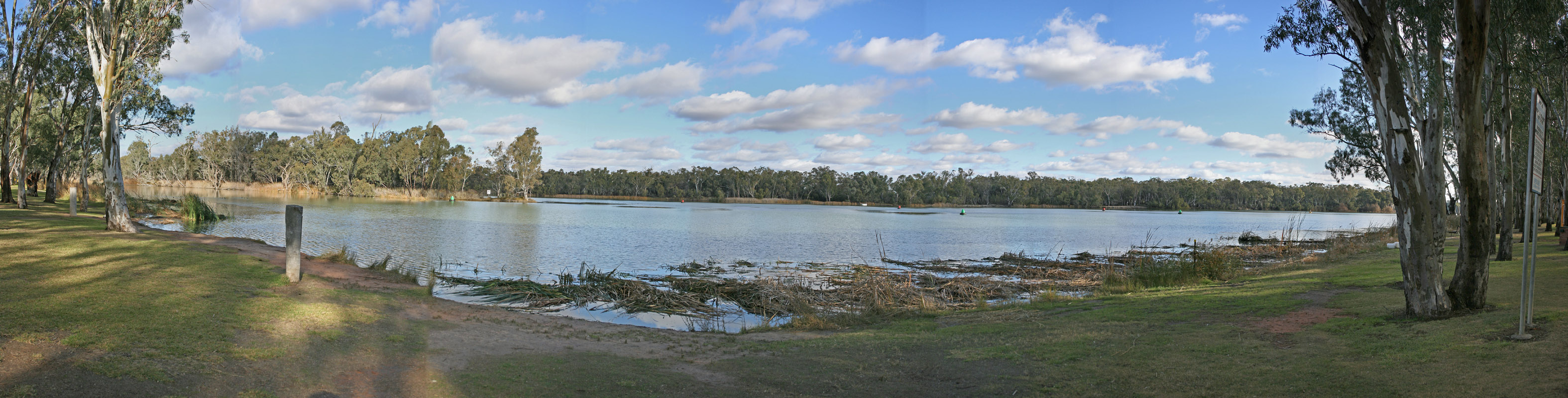
A Darling és a Murray összefolyása az Új-Dél-Wales állambeli Wentworthnél

## A Murray torkolata
Azt a pontot, ahol a Murray a tengerbe ömlik Murray Mouth-nak nevezik. A sekély, folytonosan változó folyómeder és a tenger találkozása bonyolult és kiszámíthatatlan hajózási viszonyokat teremt. 1855-től 1920-ig a Murray-n folytatott kereskedelem csúcsidőszakában az Adelaide és a folyó mentén fekvő települések közötti áruszállítás fő akadályát képezte, sok hajó süllyedt el ezen a szakaszon.
A 2000-es évek kezdetétől a torkolatot folyamatosan kotorják, a leülepedett homokot eltávolítják, ezáltal a tenger vize kis mértékben be tud hatolni a Coorong Nemzeti Park lagúnarendszerébe. A folyamatos kotrás hiányában a torkolat üledékkel telne meg és elzáródna, megakadályozva a friss tengervíz bejutását a lagúnákba, melyek így felmelegednének, vizük poshadttá válna és élőviláguk kihalna.

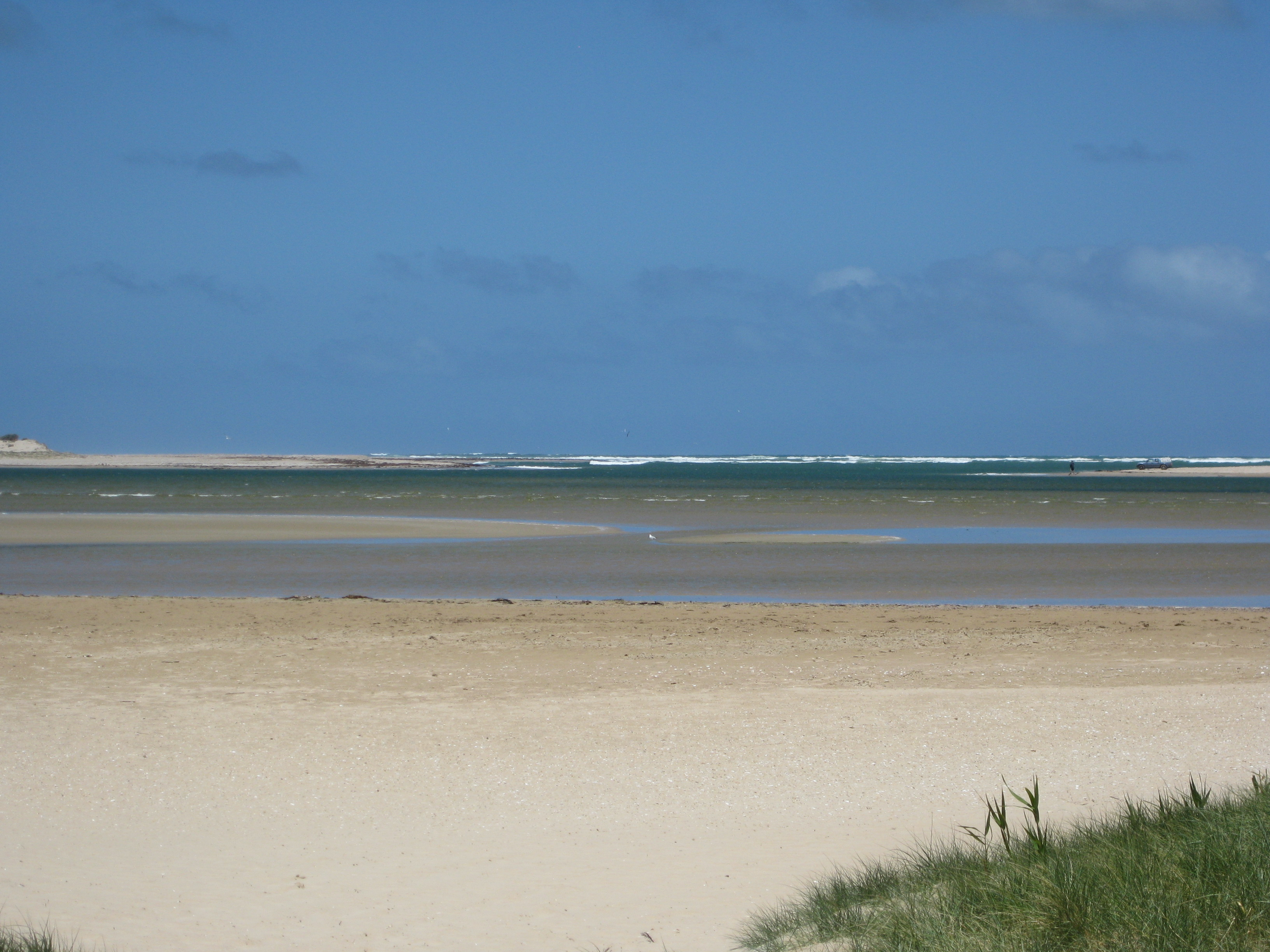
A Murray tokolata a Hindmarsh-sziget felől nézve

## Mondák
A Föld legszárazabb kontinensének legnagyobb folyójaként a Murray fontos kulturális szerepet játszott az ausztrál őslakosok életében. Az Alexandrina-tó környékén élő népcsoportok mondái szerint a Murray folyó Pondit, a Murray-tőkehalat üldöző Ngurunderi, a Nagy Ős nyomában jött létre. A hajsza Új-Dél-Wales állam belsejében kezdődött. Ngurunderi eukaliptuszból készült tutajon üldözte a halat (ami az őslakosok mondáiban szereplő számos totemállathoz hasonlóan emberalakban jelent meg) és folyamatosan lándzsákat dobott felé. Pondi azonban agyafúrt zsákmánynak bizonyult, kacskaringós úton menekült, menekülése közben kivájva a folyó változatos medreit. Ngurunderi kénytelen volt kikötni tutaját, és gyakran újat készíteni, miközben a folyó újabb és újabb szakaszára érkezett.
Végül Kobathatangnál Ngurunderi szerencsével járt és sikerült lándzsáját Pondi farkába döfnie. A hal ijedtében akkorát ugrott, hogy egyből Peindjalangban találta magát, a mai Tailem Bend közelében. Balfogását kijavítandó, Ngurunderi és két felesége Waku és Kanu lesben állt a Tailem Bendnél emelkedő sziklafalakon. Pondi azonban kicselezte őket, és elmenekült az Alexandrina-tóig. Ngurunderi és feleségei a tó partján telepedtek le, de a halászattal nem volt szerencséjük, a tó démona, Muldjewangk miatt. Ezért később újabb helyet kerestek maguknak a mai Ashville környékén. A legenda szerint a Mount Misery két csúcsa Ngurunderi tutajainak maradványa, nevük Lalangengall aminek jelentése a két vízi jármű.
A történetnek számos változata létezik az őslakos népcsoportok között.

## Az európaiak felfedezőútjai
Az első európaiak, akik megpillantották a folyót Hamilton Hume és William Hove voltak. Expedíciójuk 1824-ben kelt át a folyón a mai Albury közelében; a folyót Hamilton apjáról Hume-folyónak nevezte el. 1830-ban Charles Sturt a Murrumbidgee mellékfolyón leereszkedve érte el a folyót, amit az akkori hadügyi és gyarmatügyi államtitkár, George Murray tiszteletére Murray-folyónak nevezett el, akkor még nem tudta, hogy ez ugyanaz a folyó, aminek felső folyását Hume és Hovell már korábban felfedezte. Sturt folytatta a folyó alsó szakaszainak felkutatását, végül elért az  Alexandrina-tóhoz és a folyó torkolatához. A torkolatvidéket Collet Barker százados 1831-ben még alaposabban feltérképezte.
A Murray első három telepese James Collins Hawker felfedező és földmérő, Edward John Eyre felfedező valamint E. B. Scott volt. Hawker később eladta részesedését az általa és testvérei által alapított Bungaree településben, és Moorundie közelében telepedett le.
Francis Cadell felfedező 1852-ben gőzhajózási vállalkozásának előkészületei során vászonborítású csónakkal Swan Hilltől lefelé 1300 km hosszan beutazta a folyót.
Charles Gavan Duffy ír nacionalista, a Young Ireland mozgalom megalapítója 1858-ban Új-Dél-Wales állam minisztereként a folyó mentén létrehozta Carlyle Township városkát. A várost közeli barátjáról, a skót történetíróról és esszéistáról Thomas Carlyle-ról nevezte el. A városban volt Jane Street, ami Carlyle feleségének nevét viselte, és volt Stuart-Mill Street is, amit John Stuart Mill angol filozófusról nevezett el.
1858-ban William Blandowski, a kormány által megbízott zoológus és Gerard Krefft felkutatták a Murray és a Darling alsó folyását, ahol listát készítettek az ott élő madarakról és emlősökről.
1881 januárjában az akkor még 18 éves George Ernest Morrison kenuval hajózott végig a folyón Woodongától a torkolatig, a 2503 km-es utat 65 nap alatt tette meg.

## Folyami hajózás

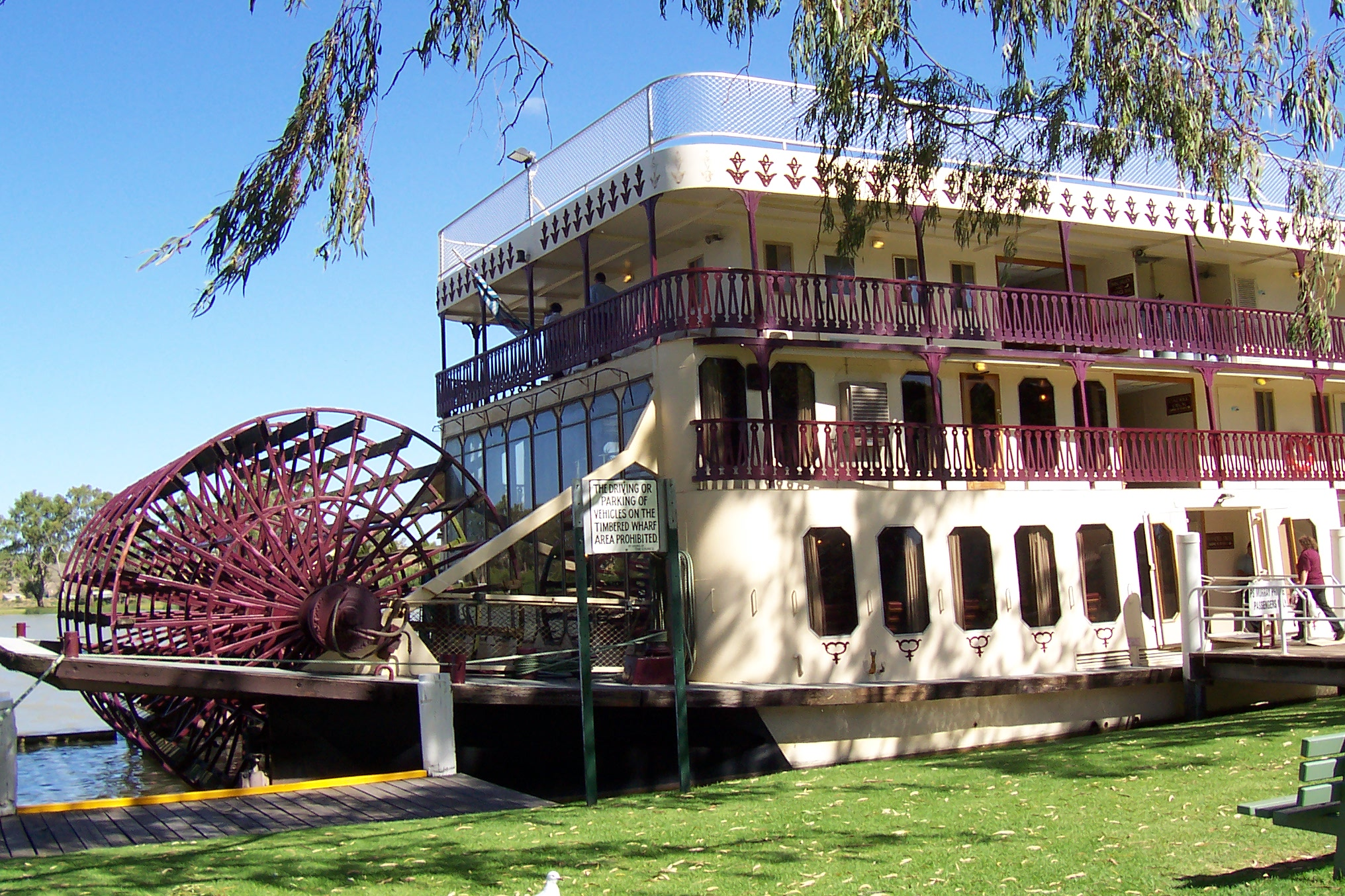
A PS Murray Princess a legnagyobb lapátkerekes hajó a Murray folyón

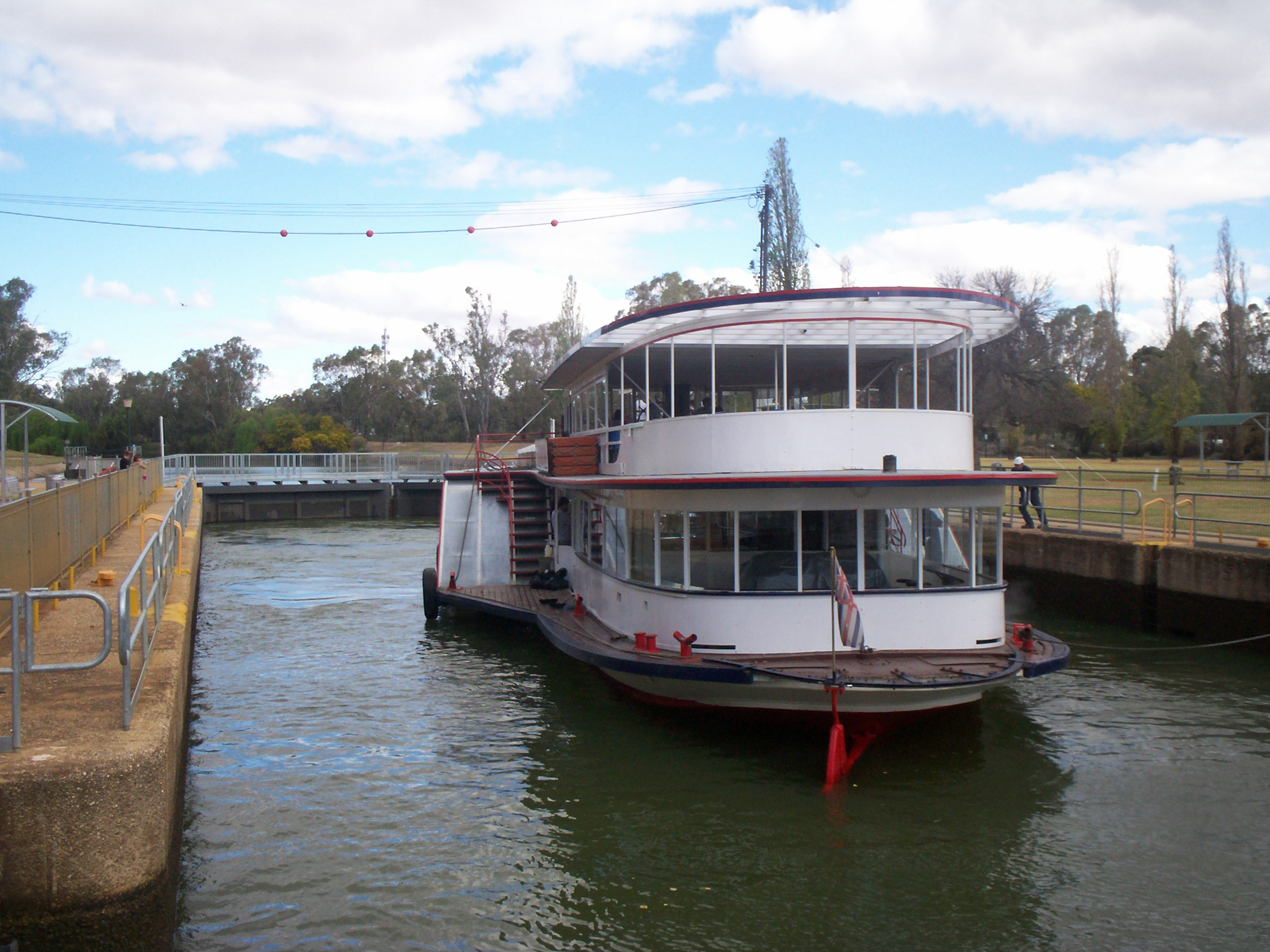
A PS Melbourne a Mildura melletti 11-es számú zsilipnél

Tölcsértorkolat hiányában a hajók a tenger felől nem tudják elérni a folyót. Ennek ellenére a 19. században jelentős volt a hajókkal lebonyolított kereskedelem. Erre a célra sekély merülésű lapátkerekes gőzhajókat használtak, az első utakat két dél-ausztráliai hajóval tették meg az 1853-as tavaszi áradáskor. A Lady Augusta, melynek kapitánya Francis Cadell volt elérte a Victoria állambeli Swan Hillt, míg a másik, a Mary Ann, William Randell parancsnoksága alatt egészen az Echuca közelében fekvő Moamáig jutott. Egy aranybányászathoz szükséges eszközöket szállító gőzhajó 1855-ben Alburyig tudott felhajózni, de Echuca továbbra is a fordulópontot jelentette a hajók számára, innen már csak kisebb csónakok tudtak eljutni a folyó mentén feljebb fekvő kikötőkbe, így Tocumwalba, Wahgunyába és Alburybe.
A gőzhajókkal történő szállítás megérkezését örömmel fogadták az állattenyésztők, akik megsínylették az aranybányák felfokozott igényei miatt számukra rendelkezésüre álló szűkös kapacitást. 1860-ra már tucatnyi gőzhajó üzemelt a Murray-n és mellékfolyóin a magas vízállás idején. Miután a vasút 1864-ben elérte Echucát, a lenyírt gyapjú nagy részét hajón szállították Riverinából Echucába, innen pedig vasúton Melbourne-be.
A Murray tele volt víz alá merül farönkökkel, melyek akadályozták a hajózást. Jelentős erőfeszítéseket tettek a folyó megtisztítására, gőzhajtású csörlőkkel felszerelt uszályokról távolították el az akadályokat. Az utóbbi időkben azonban megpróbálják visszaépíteni ezeket a farönköket, elhalt eukaliptuszfákat helyeznek el a vízben. Ezeknek elsődleges célja bizonyos halfajok élőhelyének és szaporodási helyének biztosítása.

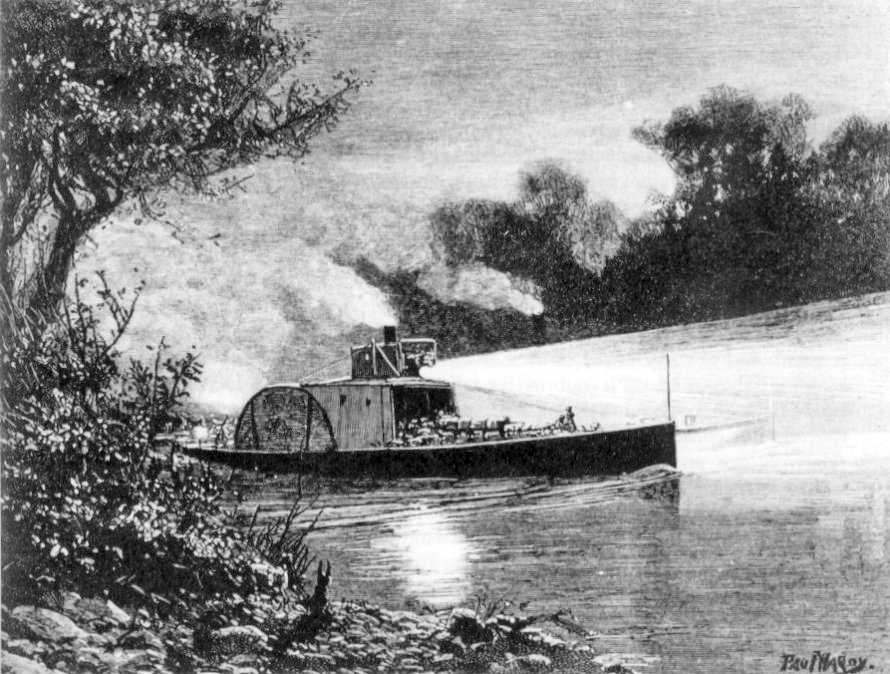
Egy lapátkerekes gőzhajó éjszaka a Murray-n, 1880 körül

A folyami kereskedelem volumene és értéke alapján Echuca Victoria állam második legnagyobb kikötőjévé vált, az 1874-gyel kezdődő tíz évben jelentős bővítésen ment át. Ekkorra már magas vízállás esetén mintegy 30 gőzös és hasonló számú bárka üzemelt a folyón. Amikor a vasút több ponton is elérte a Murray-t a folyami áruszállítás hanyatlásnak indult. A kiszámíthatatlan vízszint miatt a hajózás nem tudott versenyre kelni a vasúttal, majd később a közúttal. Mindamellett a folyó továbbra is teljes hosszában megmaradt a kedvtelésből hajózók számára.
Napjainkban a hajózás célja elsősorban szabadidős tevékenység. Kis méretű csónakokat használnak vízisíelésre és horgászásra. A lakóhajók is gyakoriak, akár bérelni is lehet őket. Néhány történelmi jelentőségű lapátkerekes gőzhajó még mindig üzemel, fél órástól akár öt órás utakat is meg lehet tenni rajtuk.

### Átkelőhelyek
A Murray mindig is a szárazföldi utazás és áruszállítás jelentős akadályát jelentette. A folyó mentén fekvő települések sok esetben azért alakultak ki, mert hídon vagy kompon átkelési lehetőséget biztosítottak. Az első hidat 1869-ben építették a Murray Bridge nevű városban, amelynek a korábbi neve Edwards Crossing volt. A dél-ausztráliai kompokon 1961-ben eltörölték az addig fizetendő díjat.

## Víztározók, öntözés

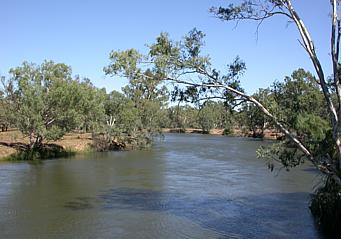
A Murray középső folyása mentén, Howlong közelében

Kisebb szivattyúállomások már az 1850-es években emeltek ki öntözési céllal vizet a Murray-ből; az első nagy kapacitású szivattyúállomást 1887-ben helyezték üzembe Mildurában. A folyó mentén épült szivattyúállomások elősegítették a mezőgazdaság fejlődését, és végeredményben nagy méretű öntözött területek kialakulásához vezettek.
A folyón osztozó három állam – Új-Dél-Wales, Victoria és Dél-Ausztrália – 1915-ben aláírta a River Murray Agreement nevű megállapodást, ami a folyó felső szakaszán, valamint a dél-ausztráliai határ közelében fekvő Victoria-tónál víztározók kialakítására irányult. A folyó közbeeső szakászán egy sor zsilipet és fenékküszöböt építettek. Ezeknek eredeti célja a hajózás elősegítése volt, akár alacsony vízállás esetén is, de a vízi szállítás már visszaesőben volt a vasút és az úthálózat fejlődése következtében.
A Murray mentén négy nagy víztározót építettek. Az 1920-ban befejezett Victoria-tó mellett ezek a Lake Hume (befejezték 1936-ban) Albury–Wodonga közelében, a Lake Mulwala (befejezve 1939-ben) Yarrawongánál, és a  Lake Dartmouth, ami valójában a Mitta Mitta-folyón épült, a Lake Hume felett (átadva 1979-ben). A Murray a Snowy Mountains Scheme komplex rendszeréből is kap vizet. Az 1960-s években egy további víztározót is terveztek a Chowilla-duzzasztónál, ami Dél-Ausztráliában épült volna, de Victoria és Új-Dél-Wales államot látta volna el vízzel. Ezt a tervet elvetették, részben a költségek miatt, részben a víz megnövekedett sótartalma miatti aggodalmak okán. Helyette inkább a Dartmouth-duzzasztót építették meg.
1935–1940 között egy gátrendszert építettek a Murray torkolatánál, hogy alacsony vízállás esetén megakadályozzák a tengervíz visszajutását a folyó alacsonyabban fekvő szakaszaiba. Ezek a  Goolwa Barrage, a Mundoo Channel Barrage, a Boundary Creek, a Ewe Island Barrage és a Tauwitchere Barrage.

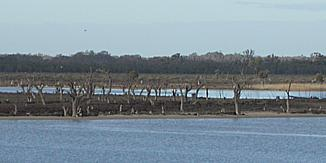
Kiszáradt eukaliptuszfák a Murray alsó folyásánál, Berri közelében

A gátak megfordították a folyó természetes folyásképét az eredeti téli-tavaszi áradásról és a nyári-őszi szárazságról a jelenlegi télen alacsony – nyáron magas vízszintre. Ezek a változtatások elegendő öntözővizet biztosítottak, és a Murray-völgyet Ausztrália legtermékenyebb mezőgazdasági régiójává tették, ugyanakkor súlyosan beavatkoztak a folyón és annak környékén található számos ökoszisztéma életciklusába, az öntözés a föld sótartalmának emelkedéséhez vezetett.
A folyó természetes áramlási rendszerébe történő beavatkozás, a mezőgazdasági tevékenységből származó elfolyó vizek, és az invazív fajok, például az európai ponty betelepítése súlyos környezeti károkat okozott a folyó teljes hosszán. Az aggodalmak nőnek, hogy közép és hosszú távon a folyó szokatlanul sós lesz – ami súlyos gondot jelent, mivel Adelaide vizének 40%-át a Murray biztosítja.

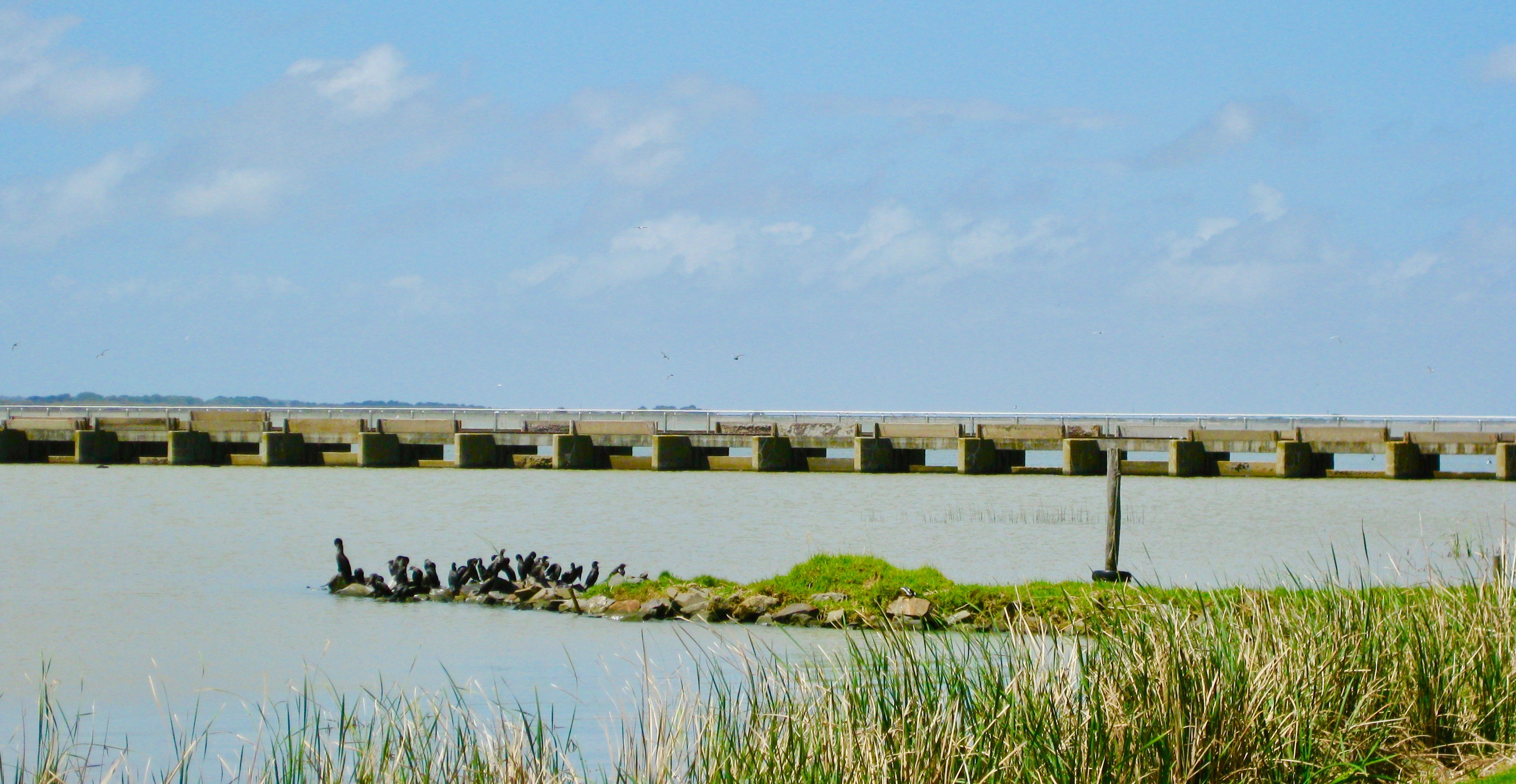
A Goolwa Barrage az édesvizű oldal felől nézve

### Zsilipek

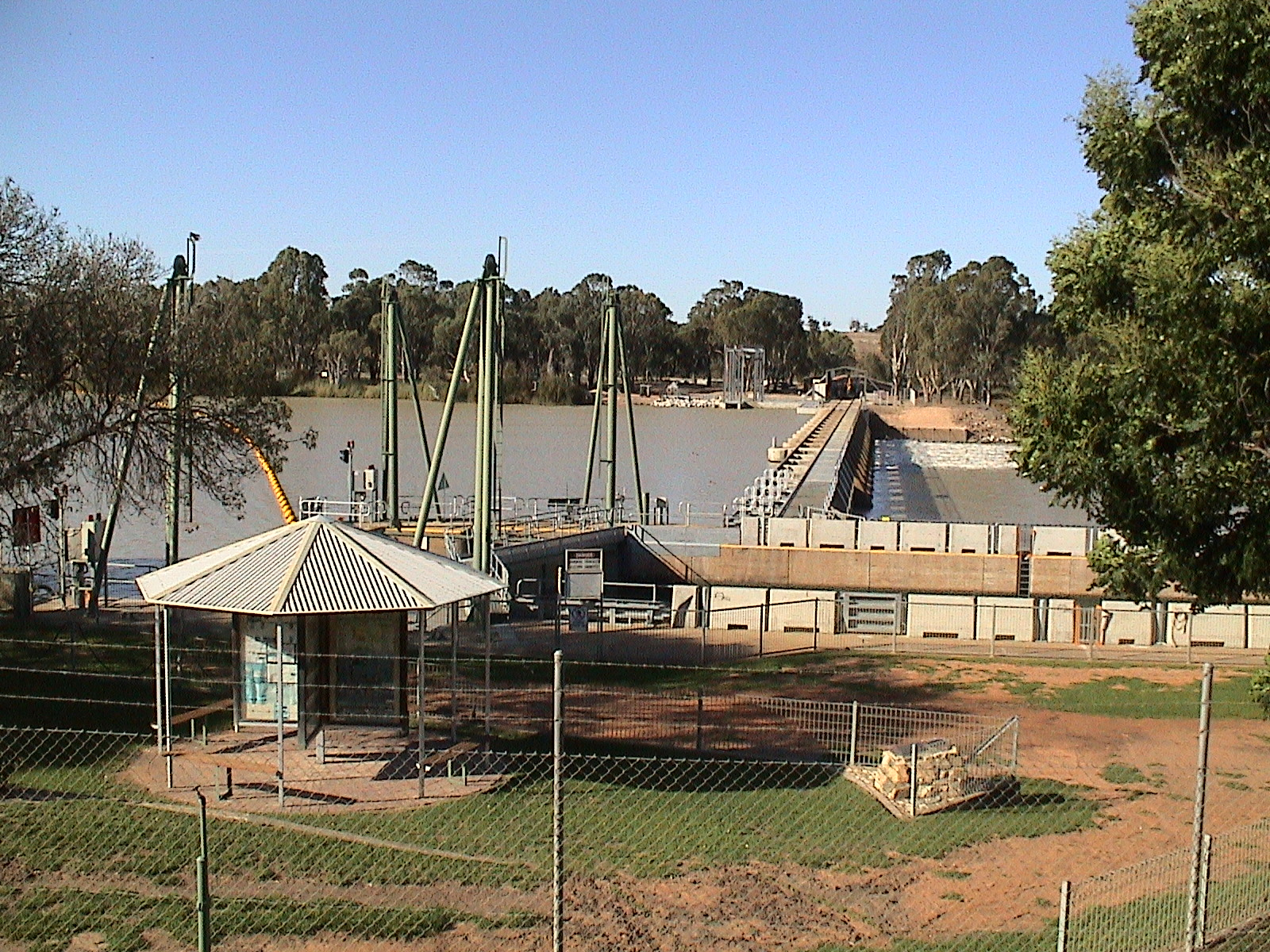
Az 1. számú zsilip Blanchetownnál

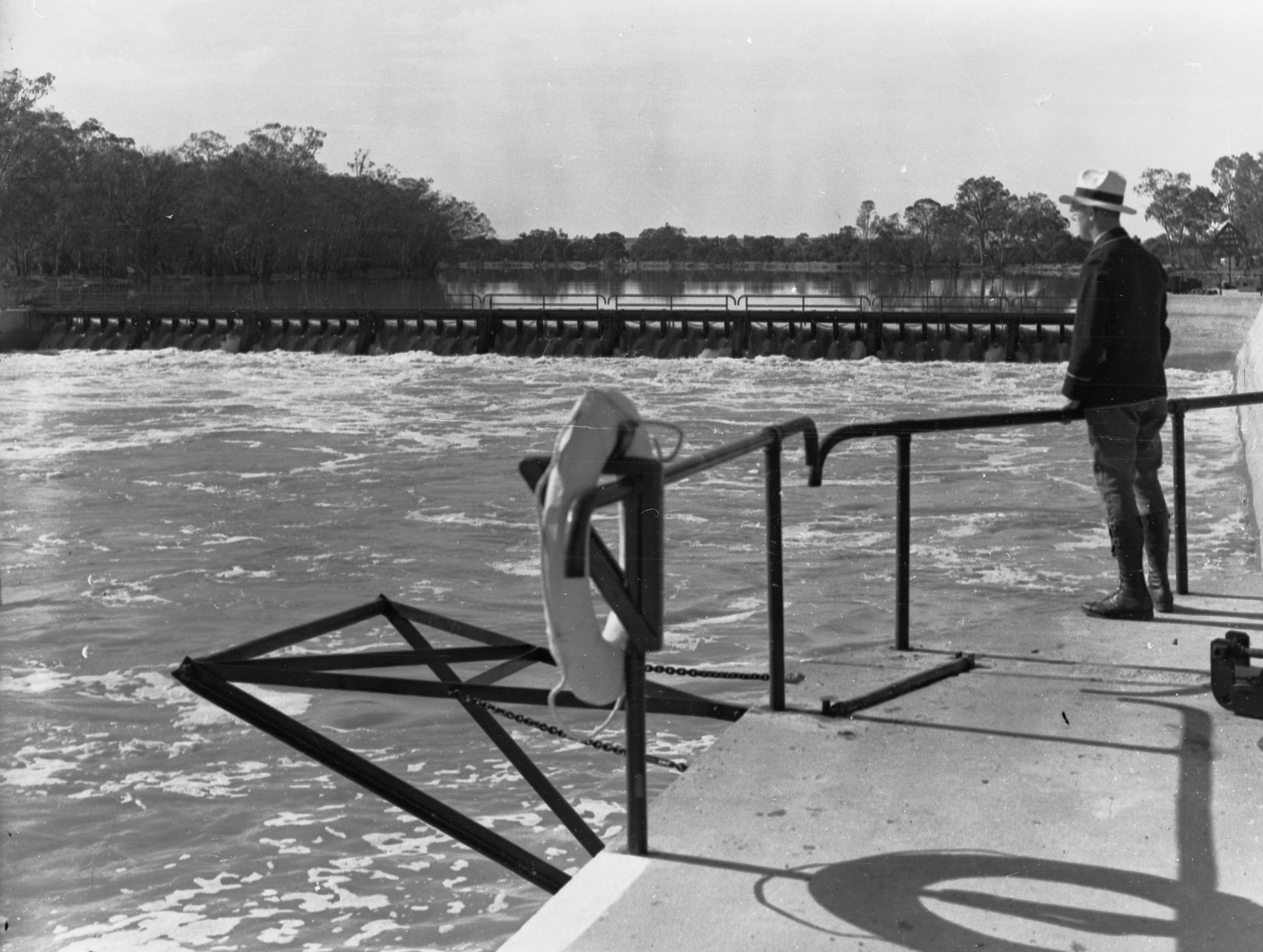
Az 5. számú zsilip Renmarknál, 1935 körül

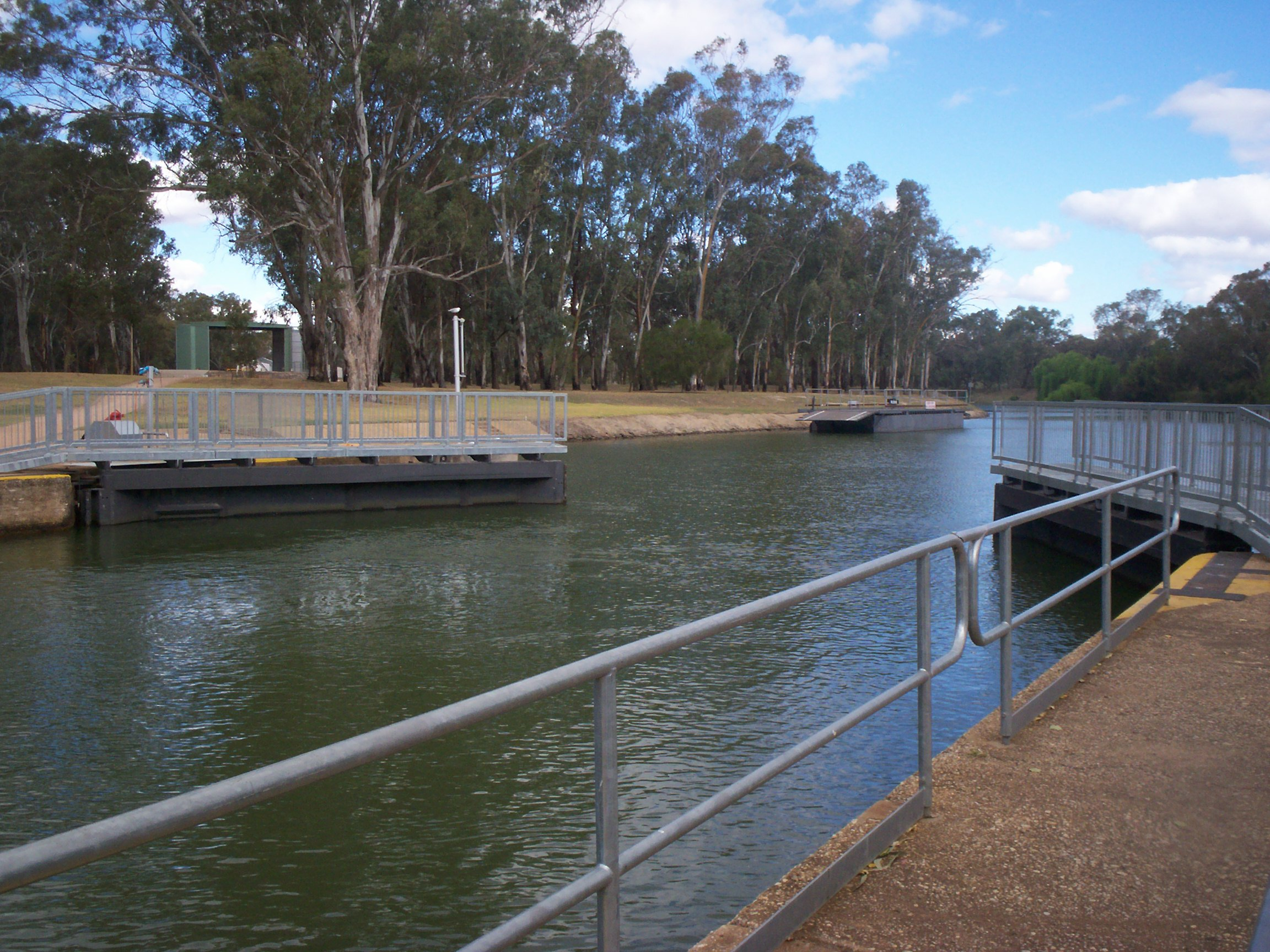
A 11. számú zsilip Milduránál

Az 1. zsilip építését Blanchetown közelében1922-ben fejezték be. Az Echuca alatti Torrumbarry duzzasztó 1923 decemberében kezdte meg működését. A tervezett számos zsilip közül csak 13 épült meg: az 1 – 11. zsilipek a Mildura alatti szakaszon, a 15. zsilip Eustonnál, és a 26. zsilip Torrumbarrynél. A csak a hajózást segítő tervezett duzzasztók építéséről 1934-ben letettek. Az utolsó átadott zsilip a 15. számú volt, 1937-ben. A közvetlenül Mildura alatt épült 11. zsilip egy 100 km hosszú visszaduzzasztott vízfelületet hoz létre.
Mindegyik zsilip mellett egy hajózható duzzasztómű van, ami a magas vízszintek esetében nyitva áll, amennyiben túl sok a víz a zsilip számára. A duzzasztóműveket teljesen el lehet távolítani, továbbá áradás esetén a zsilipek teljesen víz alá kerülhetnek. A 11. zsilip különleges a maga nemében, mivel az a folyó kanyarulatának a belsejében épült, a duzzasztóművet pedig a kanyarban helyezték el. A zsiliphez egy új csatornát alakítottak ki, így a zsilip és a duzzasztómű között egy sziget jött létre. Maga a duzzasztómű is egyedi, a többiekkel ellentétben nem kiemelik a vízből hanem kihúzható kivitelű.
| Név             | Zsilip száma | Távolság a Murray torkolatától (km) | Magasság teljes vízszintnél (m) | Befejezés éve |
| --------------- | ------------ | ----------------------------------- | ------------------------------- | ------------- |
| Blanchetown     | 1            | 274                                 | 3,3                             | 1922          |
| Waikerie        | 2            | 362                                 | 6,1                             | 1928          |
| Overland Corner | 3            | 431                                 | 9,8                             | 1925          |
| Bookpurnong     | 4            | 516                                 | 13,2                            | 1929          |
| Renmark         | 5            | 562                                 | 16,3                            | 1927          |
| Murtho          | 6            | 620                                 | 19,2                            | 1930          |
| Rufus River     | 7            | 697                                 | 22,1                            | 1934          |
| Wangumma        | 8            | 726                                 | 24,6                            | 1935          |
| Kulnine         | 9            | 765                                 | 27,4                            | 1926          |
| Wentworth       | 10           | 825                                 | 30,8                            | 1929          |
| Mildura         | 11           | 878                                 | 34,4                            | 1927          |
| Euston          | 15           | 1110                                | 47,6                            | 1937          |
| Torrumbarry     | 26           | 1638                                | 86,05                           | 1924          |
| Yarrawonga Weir | n/a          | 1992                                | 124,9                           | 1939          |

## Fordítás
- Ez a szócikk részben vagy egészben  a   Murray River című angol Wikipédia-szócikk ezen változatának fordításán alapul.  Az eredeti cikk szerkesztőit annak laptörténete sorolja fel. Ez a jelzés csupán a megfogalmazás eredetét és a szerzői jogokat jelzi, nem szolgál a cikkben szereplő információk forrásmegjelöléseként.